# Эллэй Боотур
Эллэ́й Боо́тур (якут. Эллэй Боотур) — по преданиям первопредок якутов.
Эллэй Боотур — новатор, культурный герой, основавший традиционное скотоводческое хозяйство якутов, создавший материальные ценности вплоть до домашней утвари. Эллэй Боотур — основатель праздника Ысыах, на котором впервые из якутов произнёс моление-алгыс к Создателю и Айыы. Согласно предположениям тюрколога Ю. Васильева Эллэй является исторической личностью, связанной с Киданьской императорской династией. Гипотеза автора подтверждаются данными последних исследований. Международной группой исследователей во главе Sikora M. и др. в 2019 г. опубликованы в журнале Nature данные найденной около реки Яна древней бедренной кости человека. Так, кость принадлежала мужчине ростом 160 см, примерно в возрасте 20-30 лет. Средняя вероятность возраста радиоуглеродным методом 766 BP, то есть 1184 г.. Гаплогруппа Y-хромосомы и однонуклеотидные полиморфизмы соответствуют гаплотипу и гаплогруппы, «роду Эллэя», за исключением одной мутации. Предполагается, что найденная кость принадлежит легендарному сыну Эллэя Ламанха Сюрюк, который, согласно легенде, записанной В. Л. Приклонским в 1890 г., был странствующим проповедником и пропал без вести.

## Легенды
Опубликовано множество вариантов преданий об Эллэе. «Сюжет большинства этих преданий сводится к следующему. Молодой человек с именем Эллэй, или Эр Соготох Эллэй, сын знатных родителей, со своим престарелым отцом убегает от войны. По пути отец умирает. Дальше Эллэй, сев на дерево с кроной, плывущее по реке Лена, спускается по ней вниз. Он пристал к берегу реки на территории Хангаласского улуса Якутии, вблизи от того места, где жил богач по имени Омогой и поступил к нему на работу. Проработал несколько лет, понравился хозяину и тот предлагает взять в жены свою дочь. Эллэй из двух дочерей хозяина выбрал некрасивую приемную дочь. Они зажили хорошо и, Эллэй ввел в жизнь нововведения в коневодстве, усовершенствовал жилища, посуду, устроил первые ысыахи. После себя он оставил большое потомство, впоследствии становившихся родоначальниками саха».
В легендах об Эллэе говорится о том, что он чужестранец и не говорил на языке саха. Так, согласно легенде, записанной Г. В. Ксенофонтовым, когда люди Омогоя нашли Эллэя на берегу реки Лена он говорил только два слова: «Бэлэнтэй» и «Бахай». Ряд исследователей предполагают, что слово «бэлэнтэй», возможно тунгусо-маньчжурского происхождения, а «Бахай» вероятно, государство Бохай — существовавшее на территории Маньчжурии, современного Приморья и Северной Кореи, завоеванной Киданьской империей в 926 г.. Интересным является найденный в 1998 г. в Хангаласском улусе клад из 147 китайских монет периода правления династии Северная Сун. Коллекция монет обрывается датой 1125 г., то есть с датой падения киданьской империи Ляо.
Первая информация о генеалогии семьи Эллэя была описана участником Академического отряда Второй Камчатской экспедиции (Россия) Якова Линденау в 1741—1745 годах. По его сведениям у Эллэя было 8 сыновей, пять из них стали родоначальниками 5 родов саха.